# Magdalensberg (berg)
Magdalensberg är ett berg i Österrike.   Det ligger i distriktet Sankt Veit an der Glan och förbundslandet Kärnten, i den sydöstra delen av landet, 220 km sydväst om huvudstaden Wien. Toppen på Magdalensberg är 919 meter över havet.
Terrängen runt Magdalensberg är huvudsakligen lite kuperad. Runt Magdalensberg är det ganska tätbefolkat, med 75 invånare per kvadratkilometer.. Närmaste större samhälle är Klagenfurt, 15,5 km sydväst om Magdalensberg. 
Omgivningarna runt Magdalensberg är en mosaik av jordbruksmark och naturlig växtlighet.